# 埃克斯特塔尔
埃克斯特塔尔（德語：Extertal，發音：[ˈɛkstɐˌtaːl] ⓘ，意为“埃克斯特河谷”）是德国北莱茵-威斯特法伦州代特莫尔德行政区利珀县的市镇，面积92.49平方千米，2023年12月31日人口为10,954人。